# Alfred Eichner
Alfred S. Eichner (23 de marzo de 1937 – 10 de febrero de 1988) fue un economista poskeynesiano estadounidense que desafió el mecanismo de precios llamado neoclásico y propuso que los precios no se establecen totalmente a través de la oferta y la demanda, sino a partir de precios de recargo. 

## Trayectoria
Eichner nació en Washington D. C., en Estados Unidos. Recibió su doctorado en economía de la Universidad de Columbia. Enseñó en Columbia desde 1962 hasta 1971. Más tarde enseñó en SUNY Purchase (1971–1980), y luego se unió a la Facultad de Economía de la Universidad de Rutgers . 
Eichner fue uno de los fundadores de la escuela de economía poskeynesiana y era profesor en la Universidad de Rutgers en el momento de su muerte. Los escritos de Eichner y su pensamiento diferían bastante de las teorías de John Maynard Keynes, quien abogaba por la intervención del gobierno en el mercado libre y propuso incrementar el gasto público para aumentar el empleo. Eichner argumentó que la inversión era la clave para la expansión económica. Se lo consideraba un defensor del concepto de que la política de ingresos del gobierno debería evitar la liquidación inflacionaria de salarios y precios en relación con los medios fiscales y monetarios habituales para regular la economía. 
Es conocido por su libro La Megacorporación y el Oligopolio (1976), Hacia una nueva economía: ensayos de teoría poskeynesiana e institucionalista (1985). Su Macrodynamics of Advanced Market Economies (1987) contiene capítulos sobre la dinámica del crecimiento, inversión, finanzas y distribución del ingreso.
Algunos libros editados por Eichner incluyen A Guide to Post-Keynesian Economics, Why Economics Is Not Yet a Science y The Macrodynamics of Advanced Market Economies. Eichner testificó con frecuencia ante el Congreso y otros comités legislativos

## Historiador de la cultura y de la economía.
Junto con Eli Ginzberg, profesor de economía en Columbia, Eichner es autor de una historia económica de los afroamericanos en Estados Unidos, La presencia problemática: la democracia estadounidense y el negro, publicada en 1964.
En ella se dice que ... "de los varios millones de personas que llegaron a las colonias norteamericanas de Gran Bretaña antes de 1776, se estima conservadoramente que cerca del 80 por ciento llegó bajo alguna forma de servidumbre".

## ¿La ciencia de la economía?
Algunos economistas convencionales han argumentado que las hipótesis sobre el carácter de la realidad económica en el paradigma económico neoclásico son fundamentalmente erróneas. Según ellos podría decirse que se puede argumentar de manera convincente que las teorías matemáticas utilizadas por los economistas neoclásicos no pueden ser vistas como científicas por los economistas capacitados. Alfred Eichner en Por qué la economía aún no es una ciencia ofrece el siguiente comentario sobre la disciplina de la economía como sistema social: 
. . . . '"La negativa a abandonar el mito del mercado como un sistema autorregulador no es el resultado de una conspiración por parte del "establishment" en la economía. Ni siquiera es una elección que cualquier economista individual sea necesariamente consciente de haber tomado. Más bien, es la forma en que la economía opera como un sistema social, incluida la forma en que se seleccionan los nuevos miembros del "establishment", conservando su lugar dentro de la sociedad en general al perpetuar un conjunto de ideas que esa sociedad ha encontrado útiles, por muy disfuncionales que sean para una comprensión científica de cómo funciona el sistema económico. En otras palabras, la economía no está dispuesta a adherirse a los principios epistemológicos que distinguen a los científicos de otros tipos de actividad intelectual porque esto podría poner en peligro la posición de los economistas dentro de la sociedad en general como defensores de la fe dominante. Por lo tanto, esta situación en la que se encuentran los economistas no es diferente a la de muchos científicos naturales que, cuando se enfrentaron a pruebas crecientes en apoyo de, primero, la teoría copernicana del universo y luego, más tarde, la teoría darwiniana de la evolución, tuvieron que decidir si socavabar la base reveladora de la ética judeocristiana no era un precio demasiado alto para poder revelar la verdad." 

## Libros y artículos
- Eichner, AS (1988), "El pleno empleo y el elemento humano", Challenge 31 (3), 4–8.
- Eichner, AS (1987), "La macrodinámica de las economías de mercado avanzadas", ME Sharpe, Nueva York.
- Eichner, AS (1986), '¿Puede la economía convertirse en una ciencia?' , Desafío 29 (5), 4–12.
- Eichner, AS (1985), Toward a New Economics: Ensayos en teoría poskeynesiana e institucionalista, ME Sharpe, Armonk, NY.
- Eichner, AS (1985), "Hacia una economía empíricamente válida", Eastern Economic Journal 11 (4), 437–449.
- Eichner, AS (1984), 'Presupuestos para la paz y el crecimiento', desafío 26 (6), 9-20.
- Eichner, AS (1984), 'El legado de Joan Robinson', Challenge 27 (2), 42–46.
- Eichner, AS ed. (1983), Por qué la economía aún no es una ciencia, ME Sharpe, Nueva York.
- Eichner, AS (1983), 'Los micro fundamentos de la economía corporativa', Managerial and Decision Economics 4 (3), 136-152.
- Eichner, AS ed. (1978), A Guide to Post-Keynesian Economics, ME, Sharpe.
- Eichner, AS (1978), "Teoría poskeynesiana: una introducción", desafío 21 (2), 4–17.
- Eichner, AS (1976), The Megacorp and Oligopoly: Micro Foundations of Macro Dynamics, Cambridge University Press, Cambridge, Reino Unido.
- Eichner, AS (1975), 'Una teoría de la determinación del margen de beneficio bajo oligopolio: una respuesta adicional', Economic Journal 85, 149-150.
- Eichner, AS y Kregel, JA (1975), "Un ensayo sobre la teoría poskeynesiana: un nuevo paradigma en la economía", Journal of Economic Literature 13 (4), 1293-1314.
- Eichner, AS (1974), 'Determinación del margen de beneficio bajo oligopolio: una respuesta', Economic Journal 84, 974-980.
- Eichner, AS (1973), 'Teoría de la determinación del margen de beneficio bajo el oligopolio', Economic Journal 83, 1184-1200.
- Eichner, AS (1969), The Emergence of Oligopoly: Sugar Refining as a Case Study, The Johns Hopkins Press, Baltimore y Londres.
- Eli Ginzberg y Eichner, AS (1964), La presencia problemática: la democracia estadounidense y el negro . Prensa libre de Glencoe.

## Otras lecturas
- M. Lavoie, L.-P. Rochon y M. Seccareccia, eds. (2010), Money and Macrodynamics: Alfred Eichner y Post-Keynesian Economics, ME Sharpe.
- W. Milberg. ed. (1992), The Megacorp & Macrodynamics: Ensayos en memoria de Alfred Eichner, ME Sharpe